# ディスク使用量アナライザー
ディスク使用量アナライザー（旧名 : Baobab）とは、コンピューターのディスク使用率を表示させるためのグラフィカルなフロントエンドである。
ディスク使用量アナライザーは従来GNOMEの追加的なソフトウェアとして単独で配布されてきたが、バージョン2.4.2 以降、GnomeUtilsに含まれて配布されるようになった。
GNOME環境で利用可能であり、ディスクの使用率をデスクトップ上にグラフィカルに表示できる。ディスク全体を表示させることも、任意のフォルダのみの使用状況を表示させることも可能である。ファイル・システムは、自動的にスキャンされ、画面上に表示する。任意のファイルを検索することもできる。